# Zoropsis bilineata viberti
Zoropsis bilineata viberti là một phân loài nhện trong họ Zoropsidae.
Phân loài này thuộc chi Zoropsis. Zoropsis bilineata viberti được miêu tả năm 1910 bởi Eugène Simon.